# Peenebrücke Wolgast

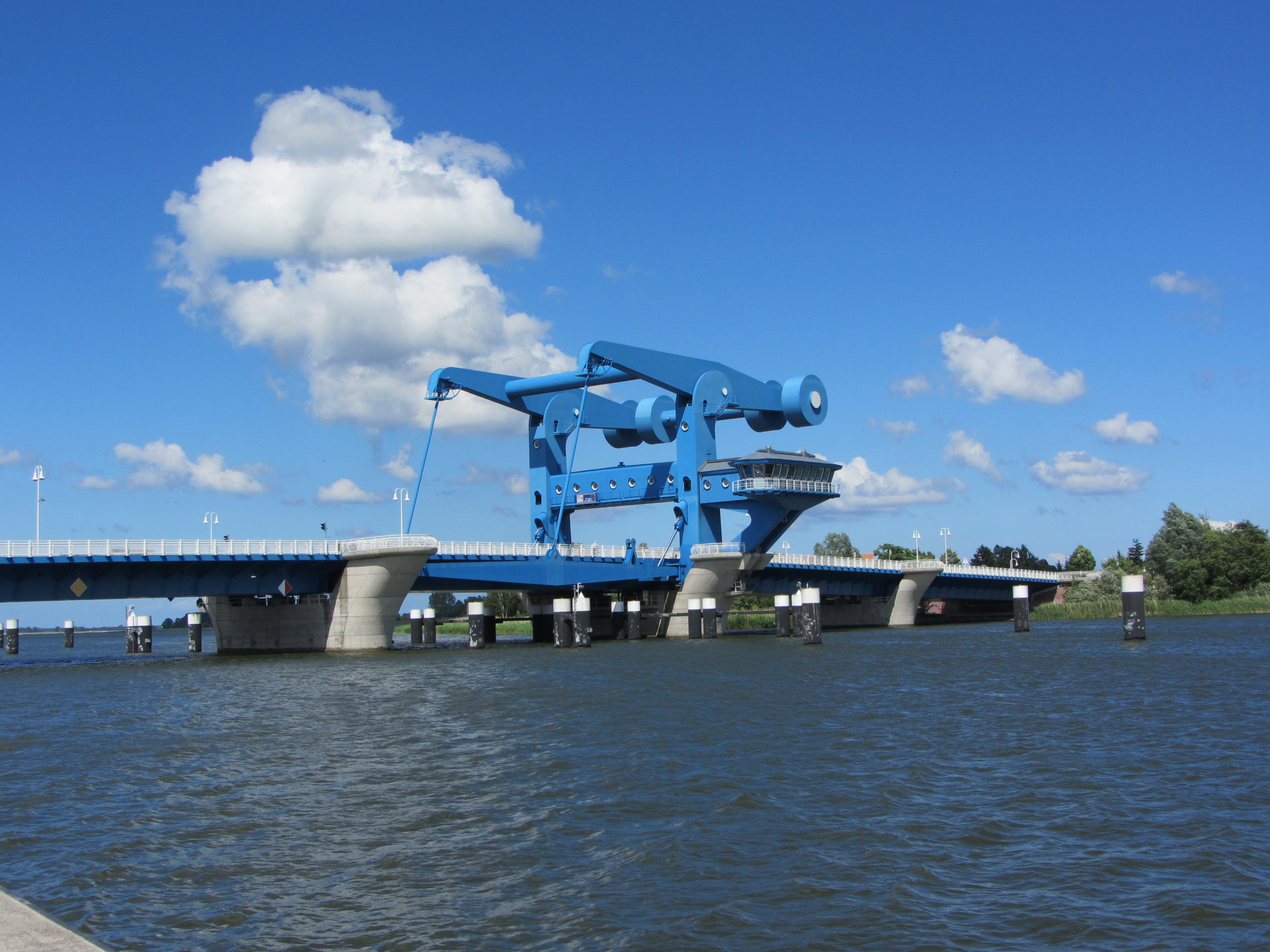
Gesamtansicht der Peenebrücke Wolgast (2013),
Blick von Wolgast aus

Die Peenebrücke Wolgast ist eine kombinierte Straßen- und Eisenbahn-Klappbrücke über den Peenestrom in Wolgast. Sie verbindet die Insel Usedom mit der Wolgaster Schlossinsel, die über die Schlossgrabenbrücke und eine getrennte Eisenbahnbrücke mit dem vorpommerschen Festland verbunden ist. Über die Peenebrücke führen die Bundesstraße 111 und die Bahnstrecke Züssow–Wolgast Hafen mit ihrer Verlängerung nach Świnoujście Centrum. Das Fahrzeugaufkommen im Straßenverkehr beläuft sich im Durchschnitt auf etwa 12.000 Fahrzeuge täglich; Schwerlastfahrzeuge sind hieran mit weniger als fünf Prozent beteiligt.
Aufgrund ihres markanten Anstrichs wird die Brücke auch als „Blaues Wunder“ bezeichnet.
Auftraggeber stellvertretend für Bund und Land war das Landesamt für Straßenbau und Verkehr Mecklenburg-Vorpommern, Straßenbauamt Stralsund. Für die Architektur des Bauwerks zeichnete Architekt Oskar Lehmann verantwortlich. Mit der Bauausführung waren acht namhafte Unternehmen aus der Bauwirtschaft und dem Stahlbau in Arbeitsgemeinschaft beauftragt, was mit der Bauweise einerseits betontechnologischer Art und andererseits dem konstruktiven Stahlbau zusammenhängt.

## Geschichte

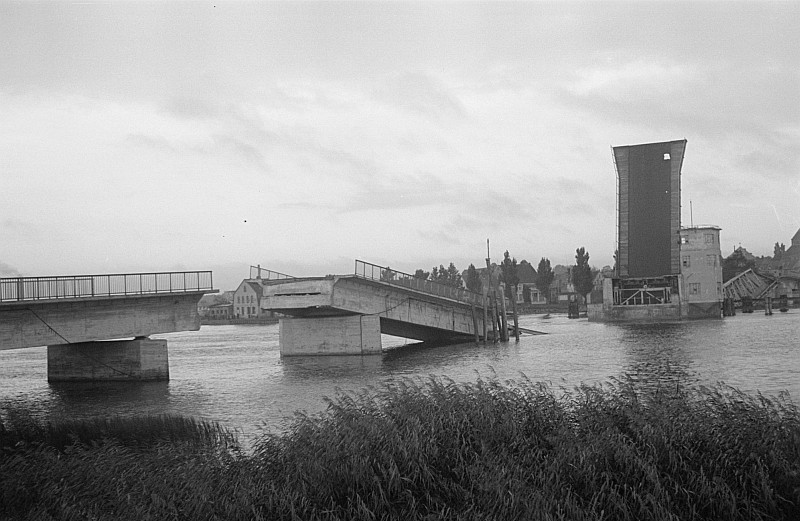
Gesprengte alte Brücke, Sommer 1946, Blick von Usedom aus

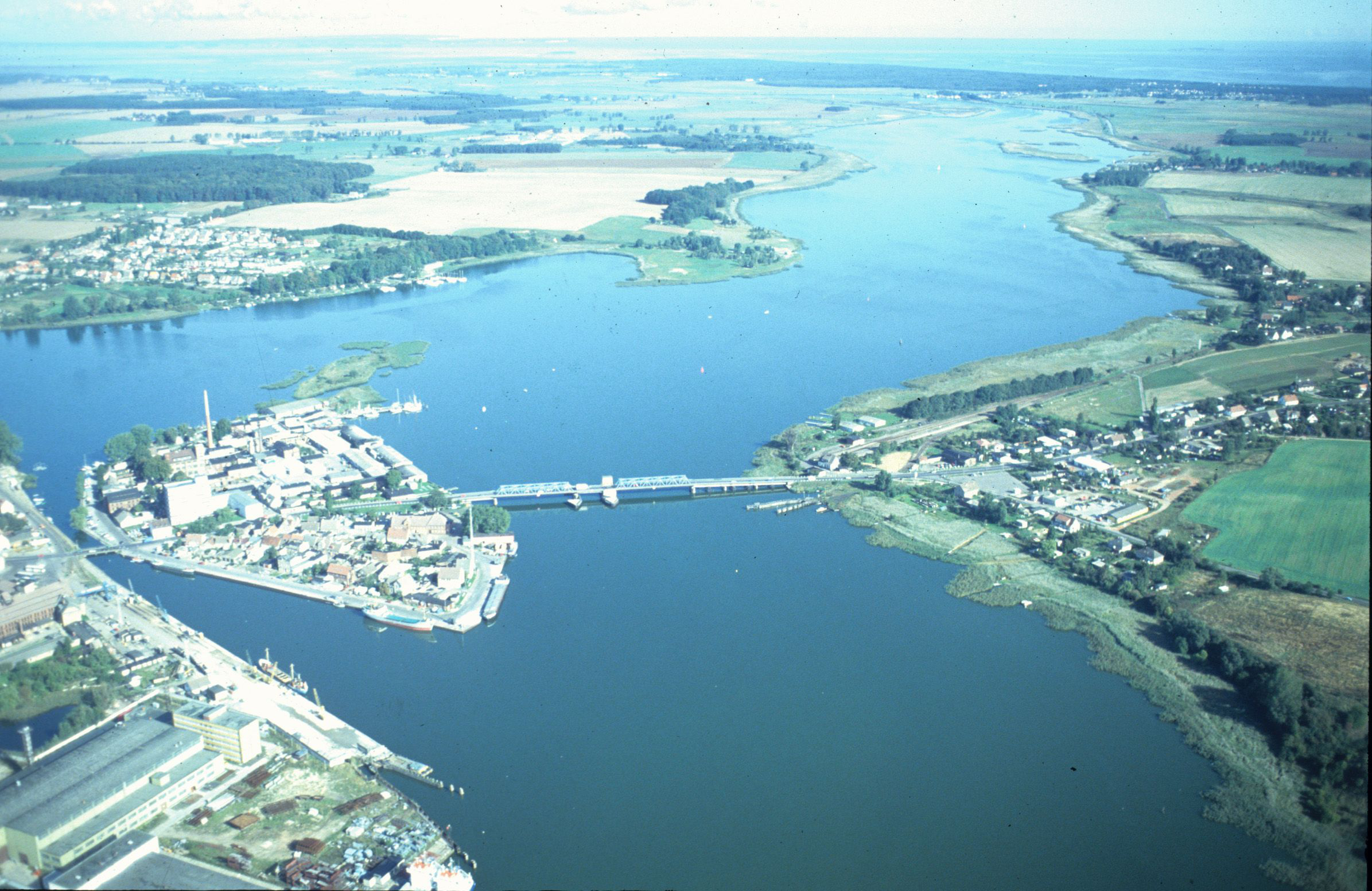
Luftbild von Wolgast mit der alten Peenebrücke

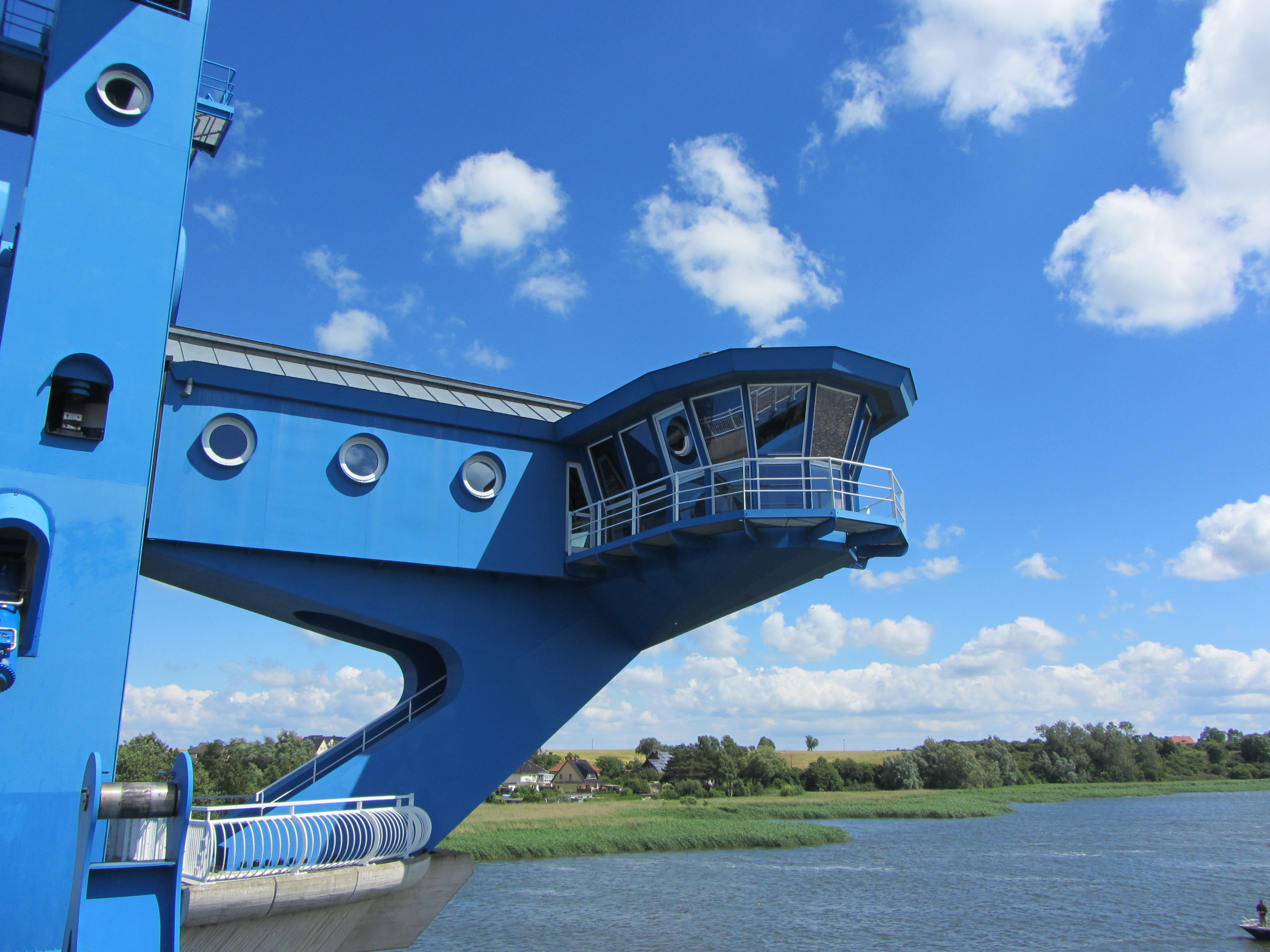
Detailansicht: Kontrollkanzel (2013)

Erste Pläne für die Errichtung einer festen Brücke über den Peenestrom gab es bereits in den 1920er Jahren, da wegen des zunehmenden Pkw-Verkehrs zu den Seebädern auf der Insel Usedom die veraltete Dampffähre mehr und mehr überlastet war. Immerhin wurden im Jahr 1930 223 685 Personen, 16 702 Kraftwagen, 3505 Krafträder und 7970 Fuhrwerke gezählt, die mit der Fähre vom Festland auf die Insel übersetzten. Das Vorhaben sollte zudem den Wolgaster Gewerbetreibenden einen besseren Zugang zu den attraktiven Märkten der Seebäder ermöglichen und den von der Weltwirtschaftskrise gebeutelten Unternehmen der Stadt, vor allem dem Gussstahlwerk, wieder auf die Beine helfen. Die Gesamtkosten für den Brückenbau wurden damals auf 1 460 000 Reichsmark geschätzt. Nach längerem Streit um die Finanzierung konnte im Sommer 1933 endlich der Bau beginnen, der trotz zum Teil widriger Witterungsbedingungen innerhalb eines Jahres fertiggestellt wurde. Die Brücke wurde am 24. Juni 1934 eröffnet.
Ende April 1945 wurde die Peenebrücke von der abziehenden Wehrmacht gesprengt. Der Klappteil blieb in geöffneter Stellung unzerstört, um den im Stettiner Haff noch operierenden deutschen Marineeinheiten zwischen den im Wasser liegenden Trümmern einen hindernisfreien Fluchtweg in die Ostsee offen zu halten.
Es dauerte fünf Jahre, ehe die in den Peenestrom gestürzten festen Brückenteile geborgen und zusammen mit den Fundamenten wieder so weit hergestellt waren, dass die Brücke wieder befahrbar war. Am 27. März 1950 konnte Bürgermeister Backhaus sie für den Verkehr freigeben. Das Bauwerk erhielt nun den Namen Brücke der Freundschaft und hatte 1,94 Millionen Mark (DDR) gekostet. Rund 40 Jahre erfüllte sie ihre Funktion als wichtigste Nabelschnur der Insel. Durch den weiter stark zunehmenden Autoverkehr war ihr Zustand Anfang der 1990er Jahre allerdings so schlecht, dass Geschwindigkeits- und Lastbegrenzungen eingeführt werden mussten.
Der Brückenneubau wurde direkt neben der alten Brücke am 21. September 1994 begonnen. Am 19. Dezember 1996 erfolgte die Verkehrsfreigabe des fertigen Bauwerks; anschließend wurde die unmittelbar daneben befindliche alte Brücke abgerissen. Ein Element des alten Klappteils steht jetzt auf dem Hafenvorplatz und wurde dort zu einem Info-Terminal umgestaltet. Im Unterschied zu ihrer Vorgängerin erhielt die neue Brücke ein zusätzliches Eisenbahngleis, das von der Usedomer Bäderbahn benutzt wird. Für die Eisenbahnanbindung musste die Brückenzufahrt auf der Inselseite umgestaltet werden. Im Jahr 2000 konnte dann erstmals seit der 1945 erfolgten Zerstörung der Karniner Brücke wieder ein Zug den Peenestrom queren.

## Technik

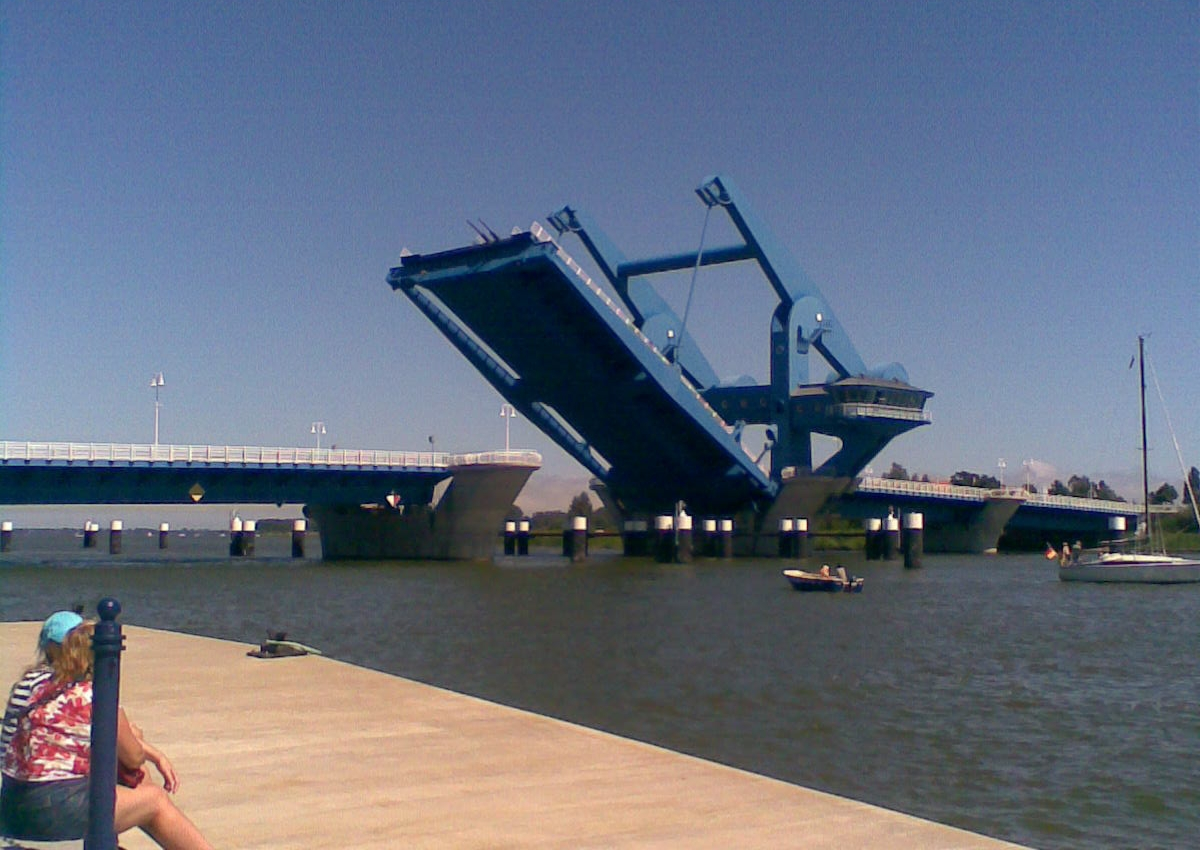
Klappteil der Peenebrücke, teilweise geöffnet

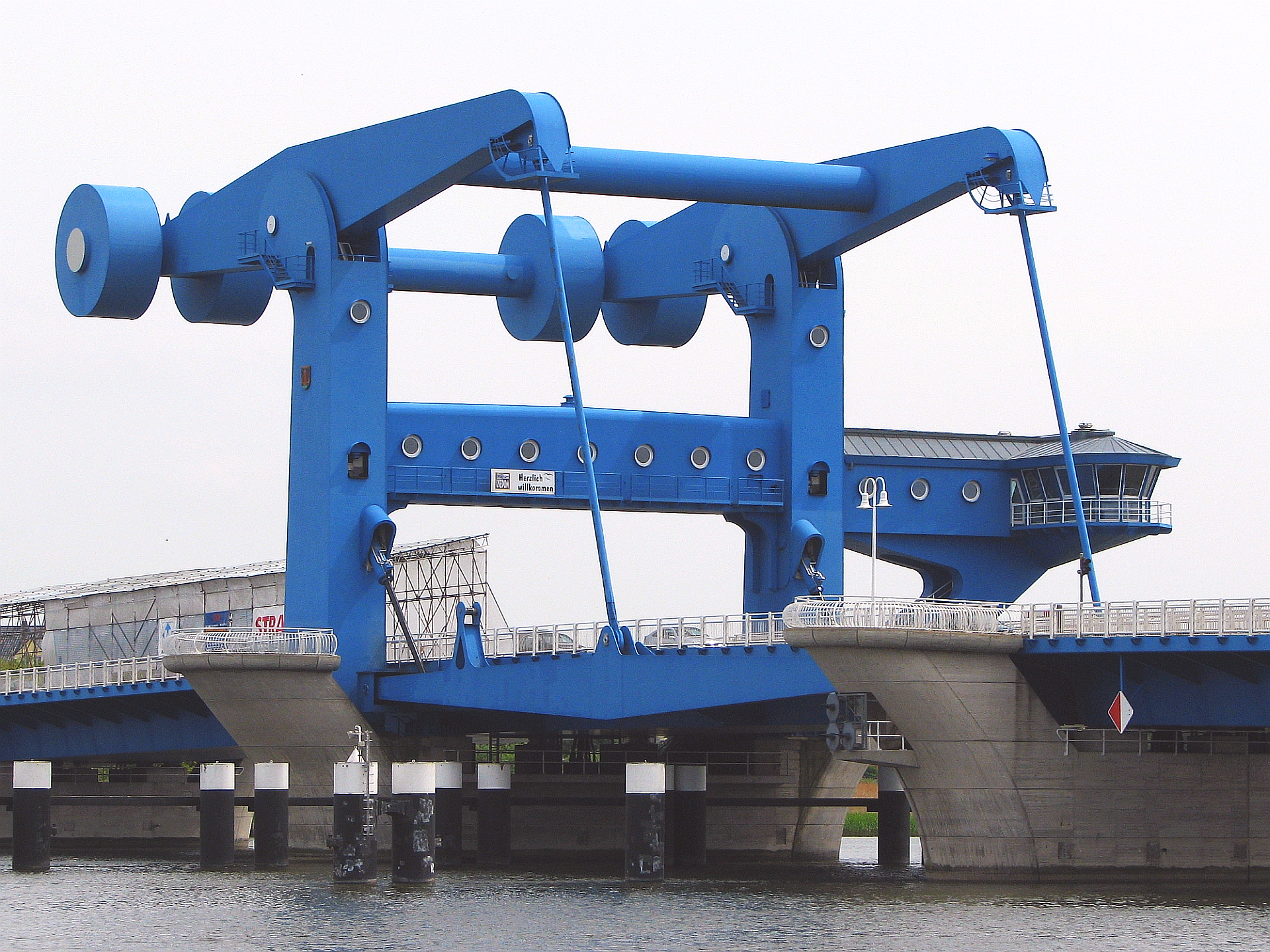
Waagbalken-Klappbrücke mit Brückenwärterhaus; Brückenpfeiler mit Kanzelausbildung

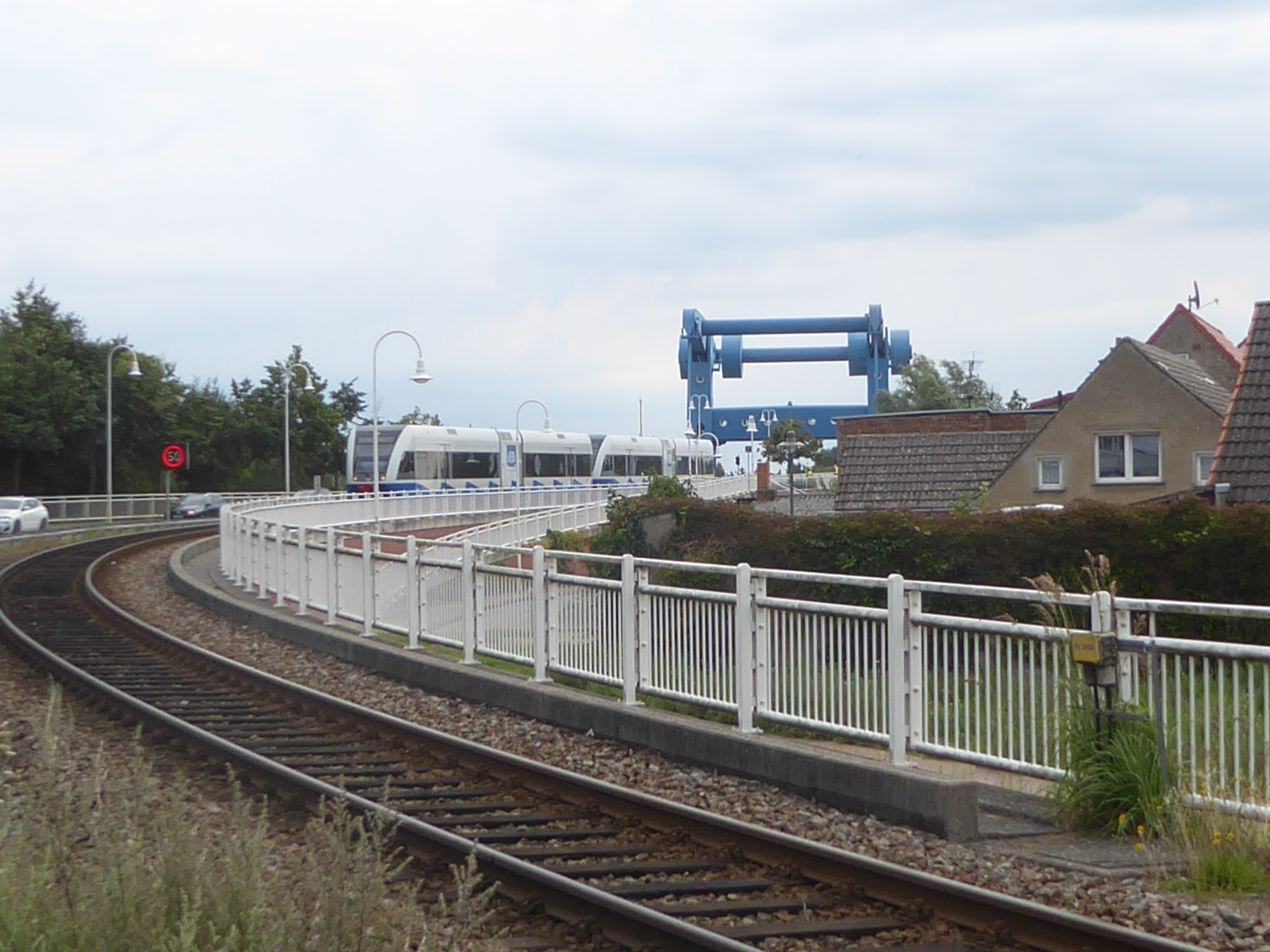
Zug fährt auf die Peenebrücke Wolgast, 24. August 2020

Die Länge der Bauwerkskonstruktion beträgt 255,90 Meter zwischen den Widerlagern der Brücke, wobei die Länge der einzelnen Brückenfelder 52,00 m, 55,15 m, 46,50 m, 49,95 m und 52,30 m beträgt. Die Brückenpfeiler, auch mit auskragenden Kanzeln, besitzen unterschiedliche Pfeilerbreiten; drei der Pfeiler sind 5 m breit und der vierte Pfeiler für die Aufnahme von Brückenhaus und Klappbrücke hat eine Breite von 8,50 Metern. Die Fahrbahnüberbauten sind als trapezförmige Stahlkastenprofile ausgebildet. Die Brückenfläche errechnet sich mit 4.888 m². Es wurden 15.109 m³ Beton und 2289 t Stahl verbaut. Die Fahrbahn befindet sich in 5,48 m Höhe über NHN.
Nach der wesentlichen Funktion ist das Bauwerk als Waagbalken-Klappbrücke zu definieren. Die Klappe der neuen Brücke ist 19,18 m breit und 42 m lang. Die hochliegenden Hebel mit den Gegengewichten dienen der Funktionsweise und sind ob ihrer Höhe und Dimensionen weithin sichtbar. Die Durchfahrtöffnung ist für die Schifffahrt bei geöffneter Klappe 30,75 m breit.

## Baukosten
Die Kosten für das Gesamtbauvorhaben beliefen sich auf 96,5 Millionen D-Mark.

## Öffnungszeiten
Die Klappbrücke wird bedarfsweise fünf- bis sechsmal täglich für jeweils höchstens 15 Minuten geöffnet.

## Weitere Brücken über den Peenestrom
- Die derzeit einzige weitere Brücke zur Insel Usedom ist die Zecheriner Brücke, ebenfalls eine Klappbrücke im Zuge der Bundesstraße 110 östlich von Anklam gelegen.
- In den Bundesverkehrswegeplan 2030 aufgenommen wurde eine weitere Straßenbrücke in Wolgast, die als zweiter Bauabschnitt im Zuge einer 7,6 Kilometer langen Ortsumgehung als 42 m hohe Hochbrücke ausgeführt werden soll.[3] Diese soll eine Extradosed-Brücke werden und durch ihre Höhe Schiffsverkehr ermöglichen, ohne dass eine Öffnung der Brücke erfolgen muss. Das laufende Planfeststellungsverfahren sollte durch das Land Mecklenburg-Vorpommern beschleunigt werden, sodass der Baustart für 2020 erwartet wurde, im Oktober 2022 war man jedoch noch mit der Planung beschäftigt.[4][5] Der Planungsprozess wurde zunächst aus naturschutzrechtlichen Gründen unterbrochen. Da Zugvögel die runden Seile der Brückenkonstruktion schwer wahrnehmen können, wurde die Planung auf platte Trägerseile abgeändert. Im Oktober 2018 wurden die überarbeiteten Planungsunterlagen für den Brückenneubau veröffentlicht. Kalkuliert wurde eine Bauzeit von vier bis fünf Jahren, bei einer Kostenkalkulation von 94 Millionen Euro.[6] Am 1. April 2021 war nach Ablauf der Klagefrist der Planfeststellungsbeschluss rechtskräftig.[7]
- Die Eisenbahnbrücke Karnin wurde nach der Sprengung am Ende des Zweiten Weltkrieges bisher nicht wieder aufgebaut.